# Moschea di Rum Mehmet Pascià
La moschea di Rum Mehmed Pascià (in turco Rum Mehmet Paşa Camii) è un'antica moschea ottomana situata nell'ampio e densamente popolato quartiere di Scutari (Üsküdar), sul lato anatolico del Bosforo, ad Istanbul, in Turchia. Fu costruito per il Gran Visir Rum Mehmed Pascià, di origine greca. La moschea combina elementi architettonici di stili ottomano e bizantino. La targa inscrittiva della moschea, composta in arabo, data l'edificio all'876 (1471 del calendario gregoriano). È stata restaurata nel 1953.
Nel XV secolo furono costruiti anche edifici adiacenti, una madrasa, i bagni pubblici (hammam) e una mensa per i poveri (imaret). La madrasa non esiste più mentre rimangono alcune pareti dai bagni e dalla mensa. Il quartiere della moschea prende ancora il nome dal gran visir.
La moschea è composta da un portico a cinque archi che conduce in una sala centrale quadrata. Il portico è coperto da cupole che sono state ricostruite durante il restauro del 1953. Le sue colonne di marmo terminano con capitelli di sezione ovale. Passando attraverso il portale a muqarnaṣ, due gradini conducono nella sala centrale a cupola. La cupola, di 11,15 metri di diametro, è sostenuta da pennacchi. A sud, il mihrab è posto in un'estensione rettangolare della sala centrale sollevata da un gradino e coperta da una semi-cupola. Questa disposizione, utilizzata per la prima volta nella moschea originale di Fatih, fu abbandonata dopo la Moschea Atik Ali Pascià.
La semi-cupola di Rum Mehmet Pascià è sostenuta da trompe a stalattiti che scendono dagli angoli delle pareti, in sintonia con le sei file di stalattiti che coronano il mihrab. Durante il restauro, l'intonaco è stato rimosso dalle pareti per riportare in superficie la decorazione d'epoca.
Rum Mehmed Pascià fu giustiziato prima del completamento della sua moschea ed è sepolto in una tomba separata all'esterno dell'angolo occidentale del muro di qibla. La tomba è un edificio ottagonale in pietra bugnata e coronato da una cupola senza finestre. L'interno, con l'unico sarcofago del gran visir, è illuminato da una finestra superiore e inferiore su ciascun lato. I suoi parenti sono sepolti nel cimitero chiuso dietro la moschea. Rum Mehmed Pascià ha patrocinato altre due moschee, una a Bademiye (provincia di Aydin) e l'altra a Tiro (provincia di Izmir) e una bedesten a Manisa.
La Moschea Rum Mehmed Pascià  si trova vicino al lungomare del Bosforo e alle moschee storiche di Şemsi Pascià, Yeni Valide e Mihrimah Sultan situate nel quartiere di Scutari.